# Königsallee (Bochum)

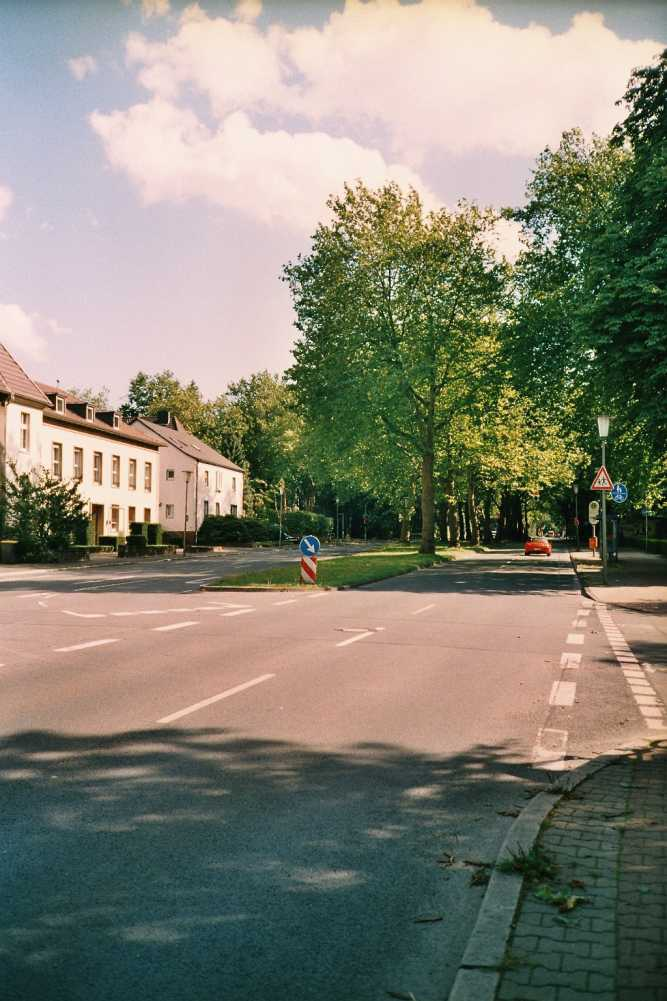
Ein Teil der Bochumer Königsallee

Die Königsallee in Bochum ist eine Ausfallstraße, die vom Zentrum der Stadt südwärts führt. Ihre Verlängerung in die Innenstadt hinein ist die Viktoriastraße; das südliche Ende im Stadtteil Stiepel ist eine nur noch zweispurige abknickende Vorfahrt auf die Kemnader Straße. In ihrem gesamten Verlauf ist sie vierspurig ausgebaut, da sie Anfang des 20. Jahrhunderts als Prachtstraße durch Ehrenfeld angelegt wurde.
An der Kreuzung mit der Oskar-Hoffmann-Straße bzw. Hattinger Straße steht das Schauspielhaus Bochum, direkt dahinter das ehemalige Verwaltungsgebäude der Ruhr-Stickstoff AG – das heutige Finanzamt Bochum-Süd. Weiter stadtauswärts liegen die Schiller-Schule, das Graf-Engelbert-Gymnasium Bochum sowie das Bomin-Haus.
Die Bochumer Königsallee hat im Lied Bochum von Herbert Grönemeyer eine Würdigung erfahren. Dort wird sie mit der berühmten gleichnamigen Einkaufsmeile in der Landeshauptstadt Düsseldorf verglichen:
„Du bist keine Weltstadt!

Auf deiner Königsallee

finden keine Modenschau'n statt!

Hier, wo das Herz noch zählt,

nicht das große Geld!

Wer wohnt schon in Düsseldorf?“